# ستار أوف ذا ويست
| Star of the West approaching Fort Sumter. Illustration from Frank Leslie's Weekly. | |
|                                                                                    | تاريخ                                                                                              |
| المالك:                                                                            | - كورنليوس فاندربلت (1852–1853) - Charles Morgan (1853–1856) - U.S. Mail Steamship Company (1856–) |
| المشغّل:                                                                            | U.S. Department of War (1861–)                                                                     |
| حوض بناء السفن:                                                                    | Jeremiah Simonson                                                                                  |
| نزول السفينة إلى الماء:                                                            | 17 June 1852                                                                                       |
| المميزات العامة                                                                    | |
| النوع:                                                                             | باخرة                                                                                              |
| الزنة:                                                                             | 1,172 tons                                                                                         |
| طول السفينة:                                                                       | 228.3 قدم (69.6 م)                                                                                 |
| عرض السفينة:                                                                       | 32.7 قدم (10.0 م)                                                                                  |
| الدفع:                                                                             | Paddlewheels                                                                                       |

ستار أوف ذا ويست (بالإنجليزية: Star of the West)‏ أو نجمة الغرب هي باخرة مدنية أمريكية تم إطلاقها في عام 1852 وأغرقتها القوات الكونفدرالية في عام 1863. استأجرت السفينة من قبل حكومة الولايات المتحدة في يناير 1861 لنقل الإمدادات والتعزيزات العسكرية إلى حامية فورت سمتر العسكرية الأمريكية. قامت مدفعية على جزيرة موريس بولاية كارولينا الجنوبية قادها طلاب من أكاديمية ساوث كارولينا العسكرية (وهي الآن القلعة) بإطلاق النار على السفينة، وكانت فعلياً أولى الطلقات التي أطلقت في الحرب الأهلية الأمريكية.
تم أسر السفينة لاحقا من قبل القوات الكونفدرالية، ثم استخدمت لعدة أغراض كمستشفى ولكسر الحصار، وأخيرا أغرقت في عملية الدفاع عن فيكسبورج في عام 1863.

## ما قبل الحرب
كانت السفينة عبارة عن مركب بخاري وزنه 1172 طن وتم بناؤها بواسطة جريمايا سيمونسون من مدينة نيويورك لصالح رجل الأعمال كورنليوس فاندربلت، وتم إطلاقها في 17 يونيو 1852. وكان طولها 228.3 قدمًا (69.6 مترًا) وعرضها 32.7 قدمًا (10.0 مترًا)، مع عجلات مجدافية خشبية وصاريان. بدأت الخدمة بين نيويورك وسان خوان دي نيكاراغوا في 20 أكتوبر 1852. في يونيو 1857، بدأت رحلاتها من نيويورك إلى أسبينويل لصالح مؤسسة البريد الأمريكية حتى سبتمبر 1859، عندما بدأت رحلاتها بين نيويورك وهافانا ونيو أورليانز. في يناير 1861، تم تأجيرها لوزارة الحرب.

## الحرب الأهلية الأمريكية

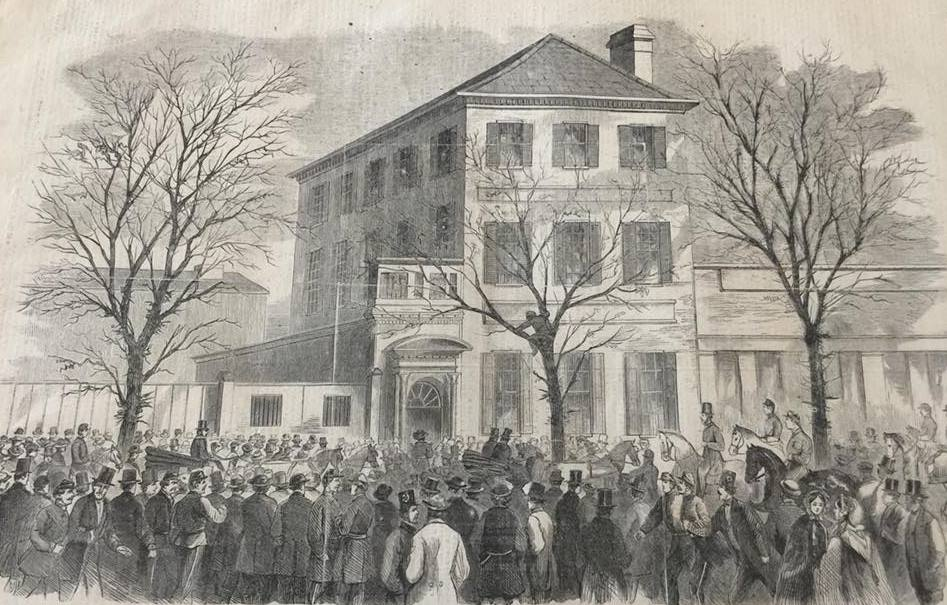
حادثة أسر السفينة كما استقبلها الحاكم بيريكنز من كارولينا الجنوبية في مقره المؤقت.

في 9 يناير 1861، وصلت نجمة الغرب إلى ميناء تشارلستون للتزوّد بالإمدادات لصالح حامية الرائد روبرت أندرسون في فورت سمتر. تم إطلاق النار على السفينة من قبل طلاب من أكاديمية القلعة وضُربت ثلاث مرات بما اعتبر الطلقات الأولى للحرب الأهلية الأمريكية، وكان ذلك بعد أسابيع من إعلان ولاية كارولينا الجنوبية الانفصال عن الولايات المتحدة، ولكن قبل انفصال الولايات الأخرى. لم تتعرض الباخرة لأضرار كبيرة، إلا أن قبطانها، جون ماكجوان، اعتبر أن التقدم نحو الميناء خطير واستدار ليغادر. تخلى الطاقم عن مهمته الأصلية، وتوجهوا إلى مرفأ نيويورك.
تم استئجار السفينة من مدينة نيويورك لنقل الجنود بمبلغ ألف دولار يوميًا بقيادة الربان إليشا هاوز. أبحروا إلى تكساس لأخذ سبع فرق من قوات جيش الاتحاد تم جمعها في إنديانولا. في 18 أبريل 1861، رست السفينة قبالة حانة باس كابالو المؤدية إلى خليج ماتاغوردا، وتم أسرها من قبل العقيد إيرل فان دورن وأعضاء من وحدتي ميليشيا من مدينة غالفستون. تم نقل السفينة بعد يومين إلى نيو أورليانز، حيث غير حاكم لويزيانا توماس أوفرتون مور اسمها إلى «سانت فيليب»، وكانت بمثابة محطة بحرية وسفينة مستشفى حتى استولى الأدميرال ديفيد فاراغوت على نيو أورليانز.
هربت السفينة من قبضة الشماليين الذين حاول استعادتها، وذلك عندما تم إرسالها لنقل الذهب والفضة والعملة الورقية بقيمة ملايين الدولارات إلى فكسبيرغ. واصلت السفينة رحلتها إلى يازو سيتي. حاول النقيب الاتحادي واتسون سميث أن يهاجم مدينة فيكسبيرج من الخلف، وذلك بقيادة دارعتين وخمس سفن أصغر عبر ممر يازو إلى نهر تالاهاتشي، فبنى المدافعون الكونفدراليون حصن بيبرتون وقام اللواء ويليام وينغ لورينغ بإغراق سفينة «ستار اوف ذا ويست» في تالاهاتشي قرب مدينة غرينوود لمنع مرور أسطول الاتحاد. عانت قوات الاتحاد من خسائر فادحة في المناوشات التي حدثت يوم 12 أبريل 1863، وأجبرت على الانسحاب.
بعد الحرب، جمع ملّاك ستار اوف ذا ويست مبلغ 175,000 دولار كتعويض من الحكومة الأمريكية عن الخسارة.

## الإرث
تُمنح مدالية ستار أوف ذا ويست سنويًا «لأفضل متدرب» في الكلية العسكرية في ساوث كارولينا.

## في الثقافة الشعبية
يذكر الحادث في رواية «ذكريات إدارة فورد» للكاتب جون أبدايك (1992). حيث يقوم بطل الرواية (في أوائل التسعينيات) بالكتابة عن منتصف سبعينيات القرن العشرين، على أنه أمضى تلك السنوات في السعي لتأليف كتاب عن الرئيس جيمس بوكانان والحوادث في عهده، ومنها مهمة السفينة إلى فورت سمتر.

## وصلات خارجية
- "Shots at the Star of the West". Son of the South. مؤرشف من الأصل في 2019-06-16. Note the date given as 10 January.